# Otakárek citrusový
Otakárek citrusový (Papilio demoleus) je motýl z čeledi otakárkovitých. Je považovaný za škůdce, který se coby invazní druh rozšířil ze Starého světa do oblasti Karibiku a Střední Ameriky. Je ohrožením především pro citrusové plantáže.

## Galerie

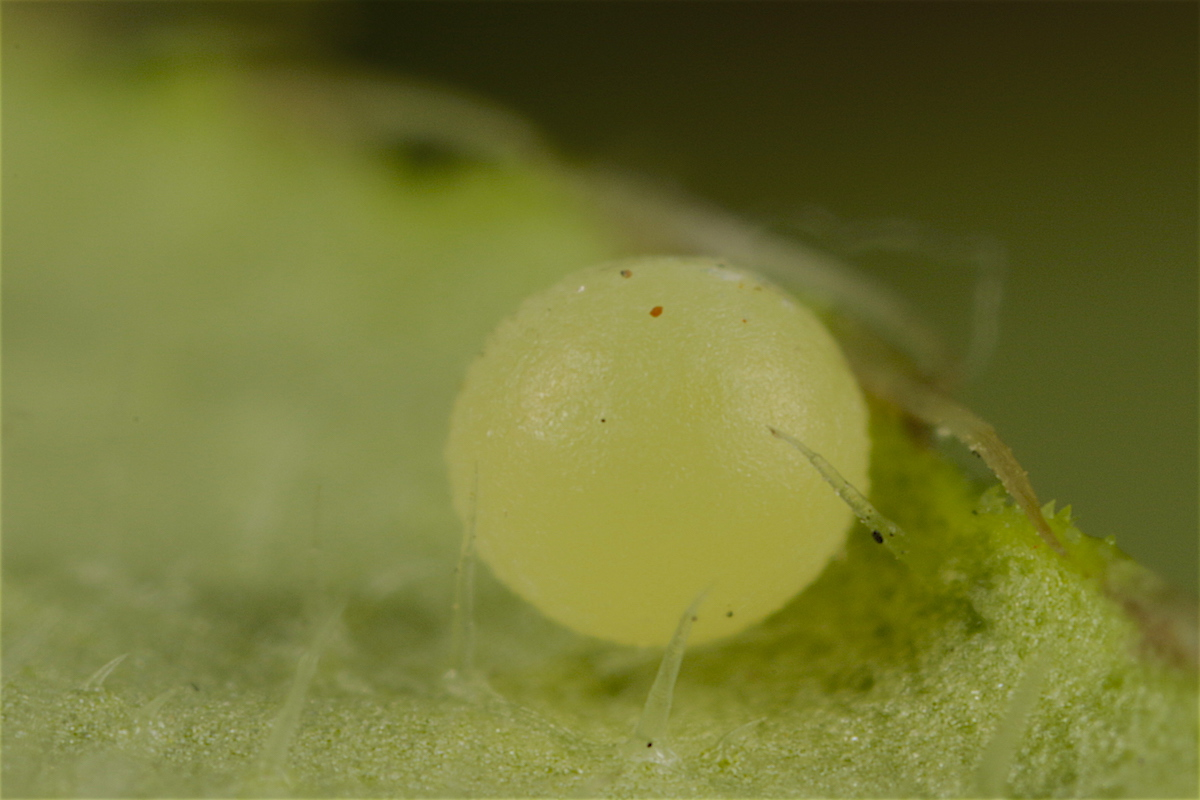
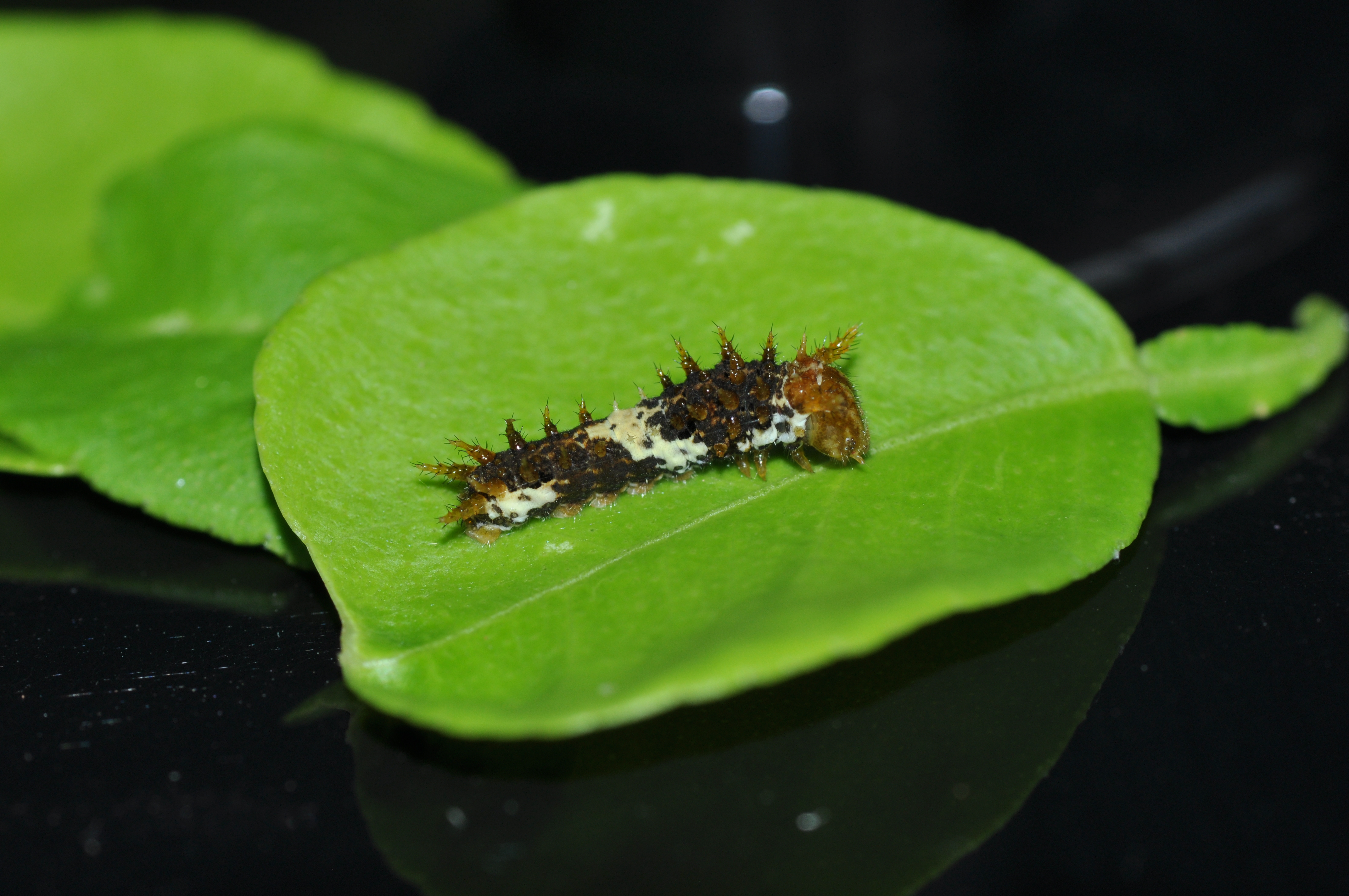
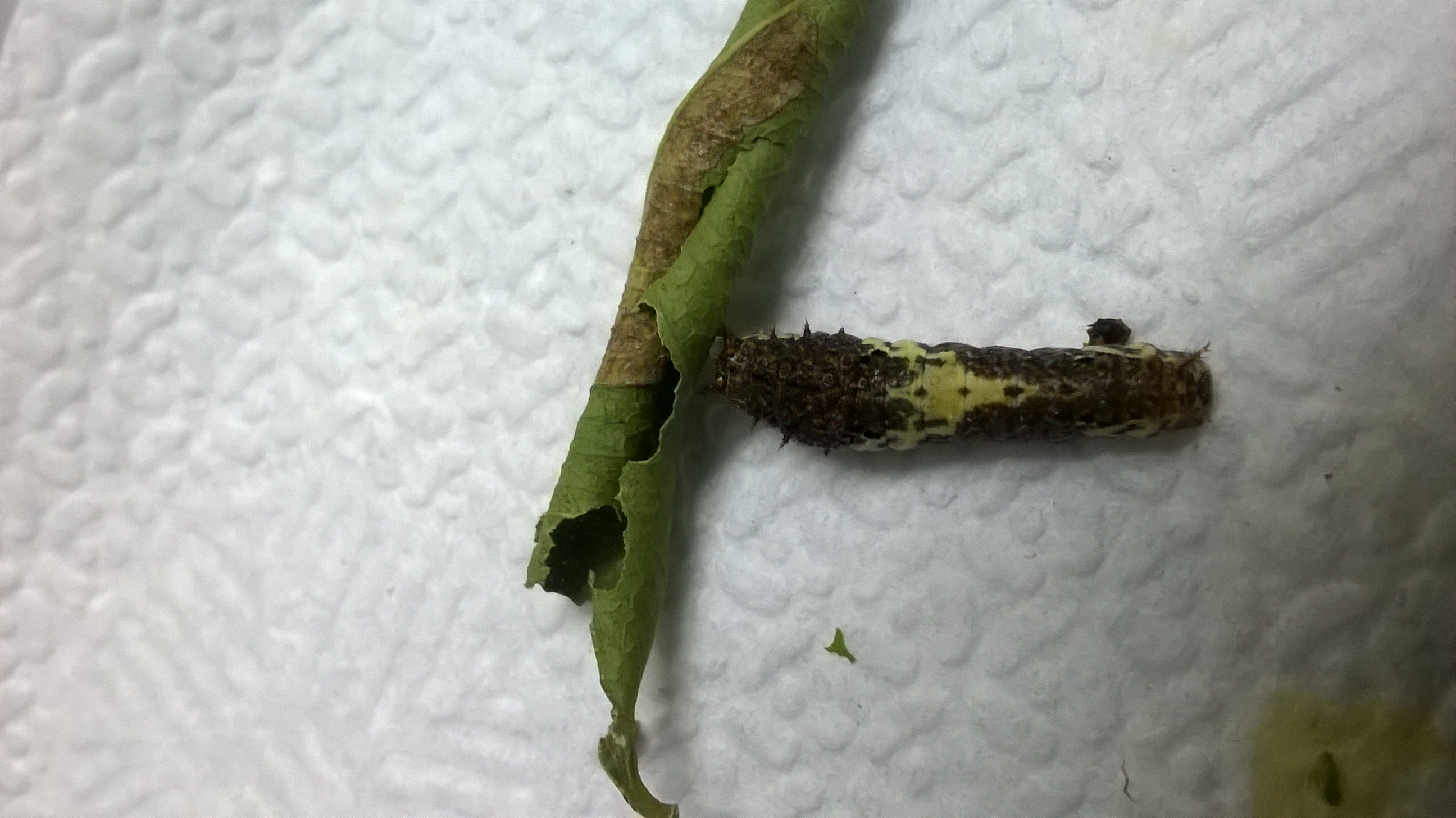
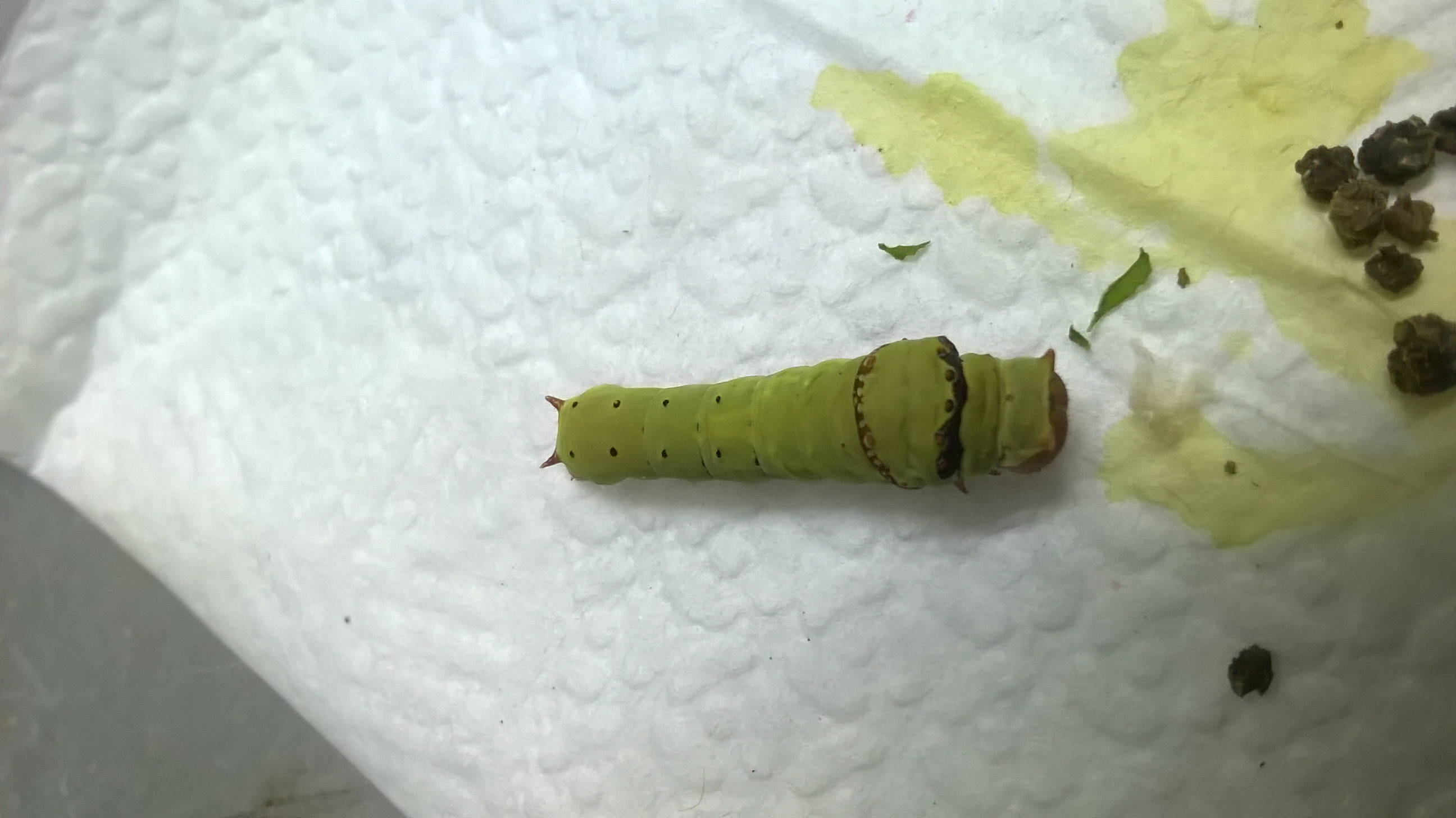
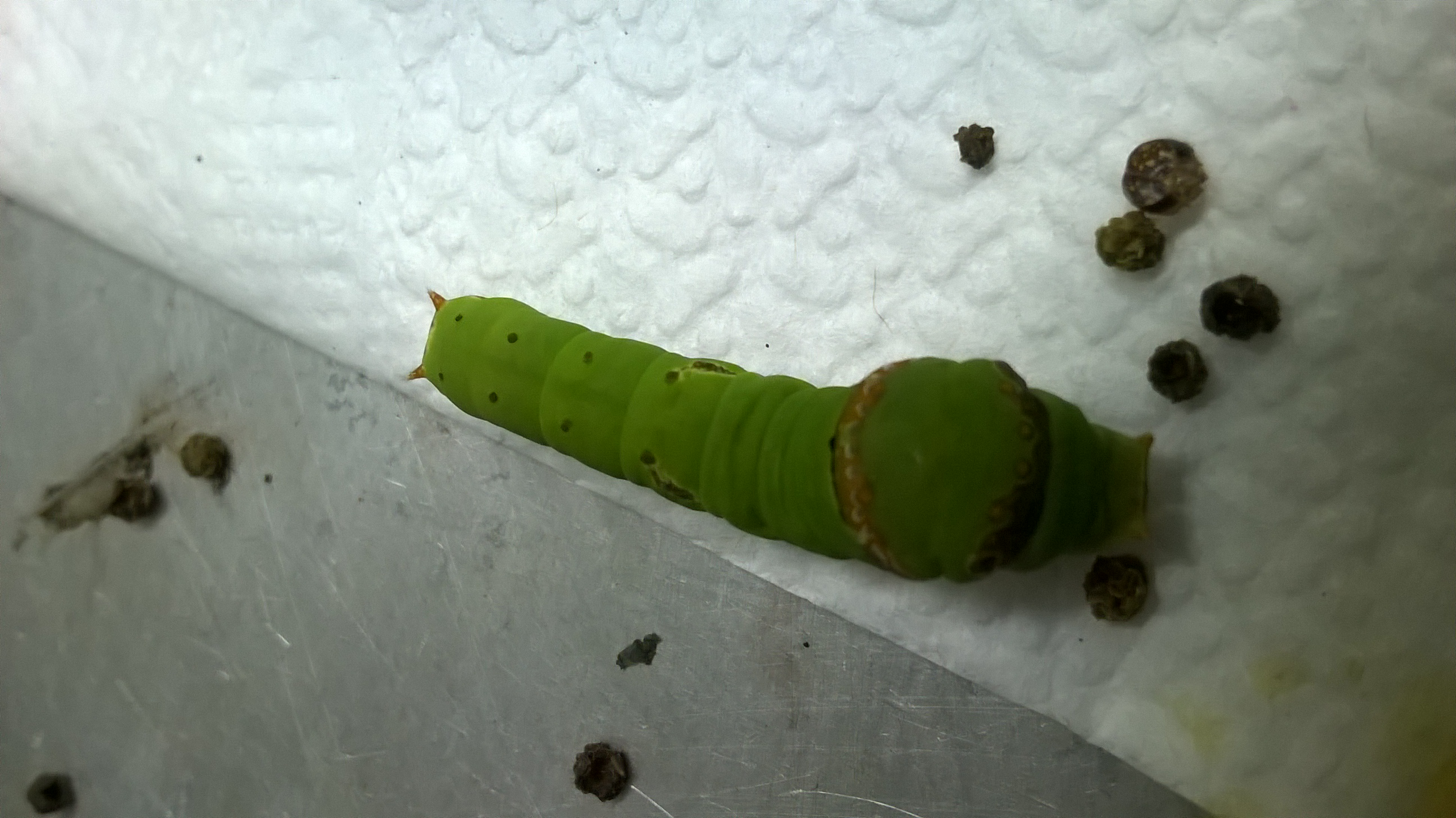
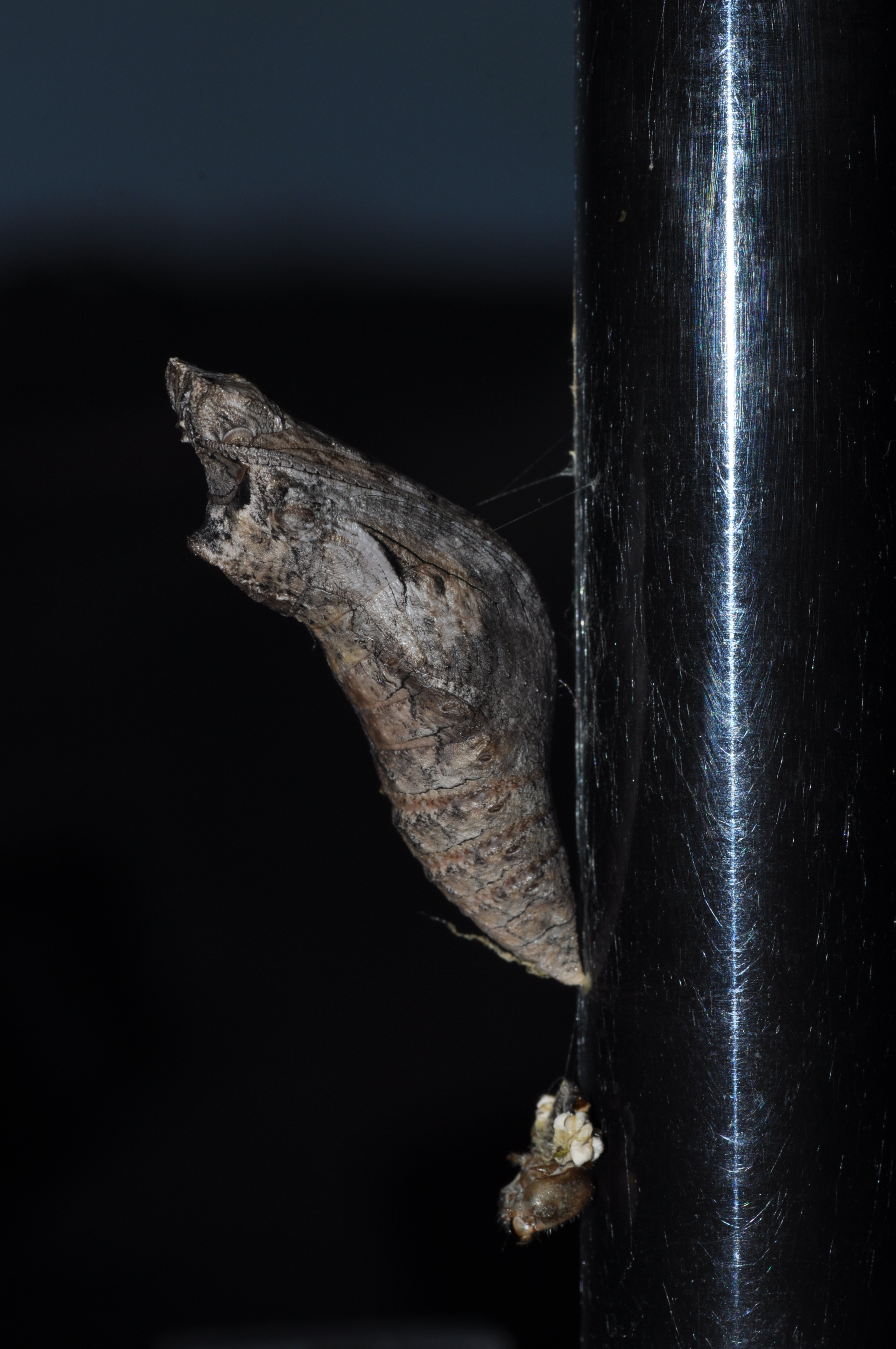